# Архіпелагове море

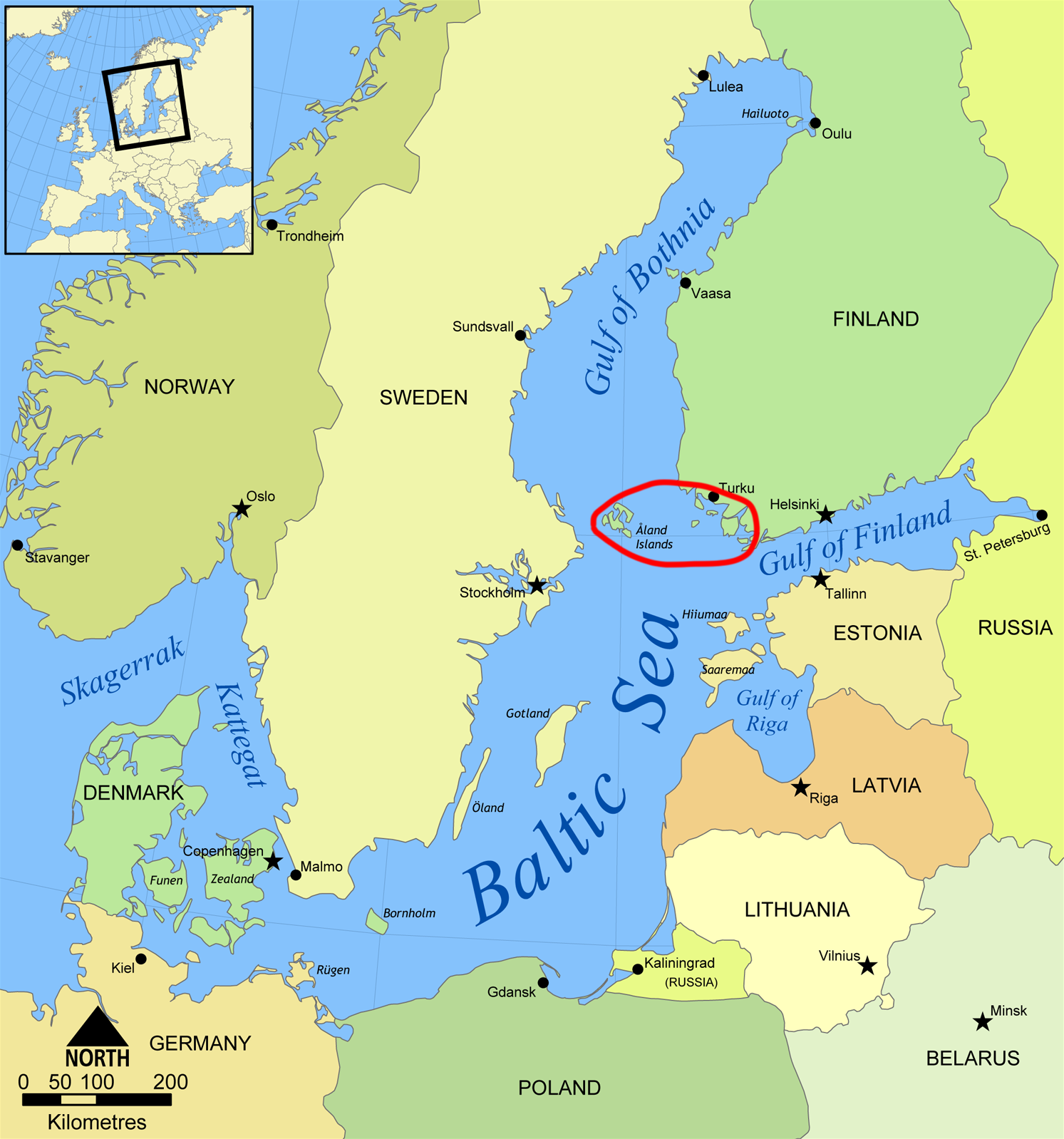
Архіпелагове море

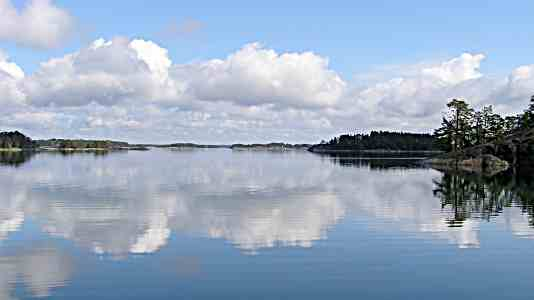
Хиїттинен, за 25 км на захід від Ханко

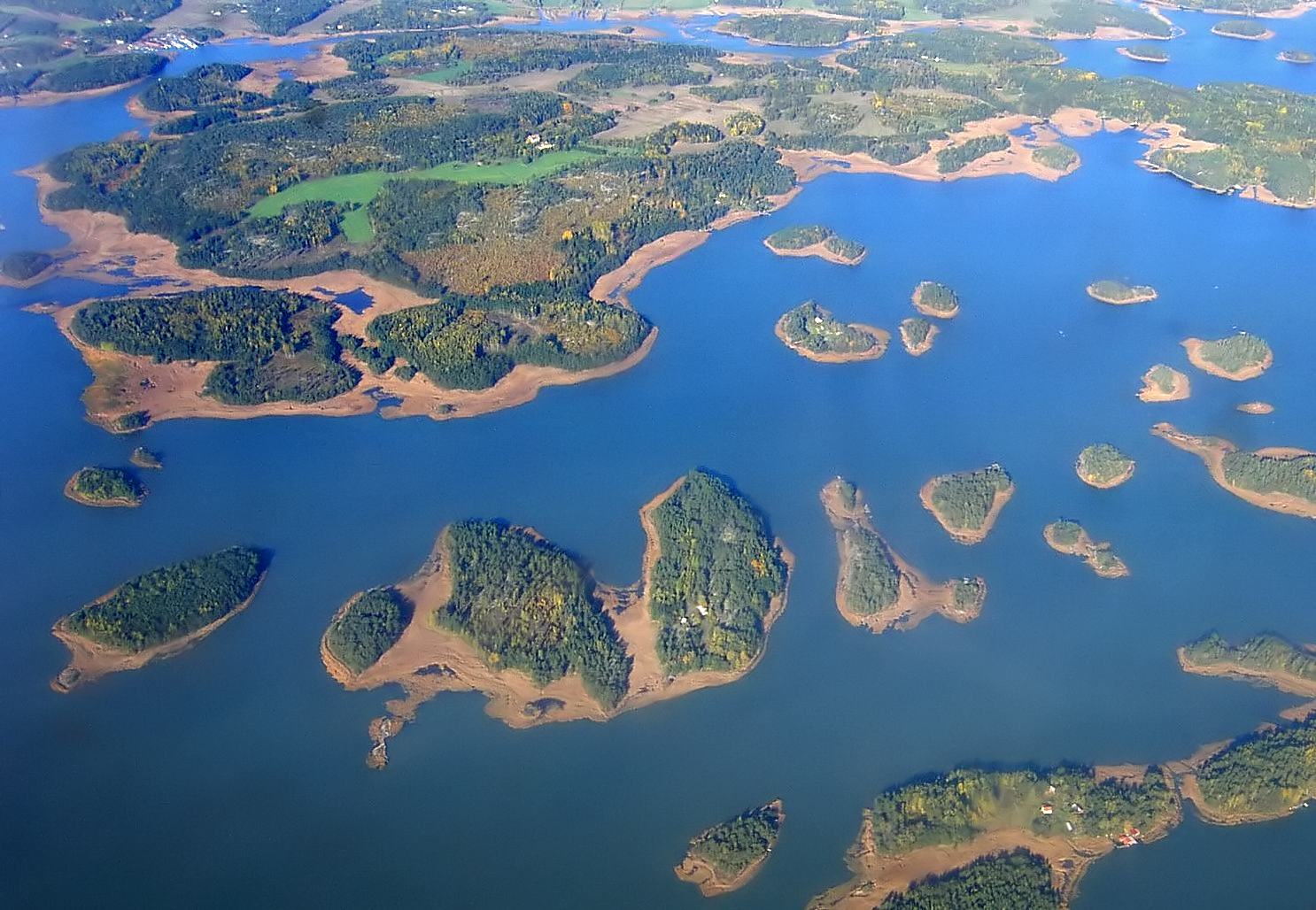
Внутрішня група островів покрита лісом

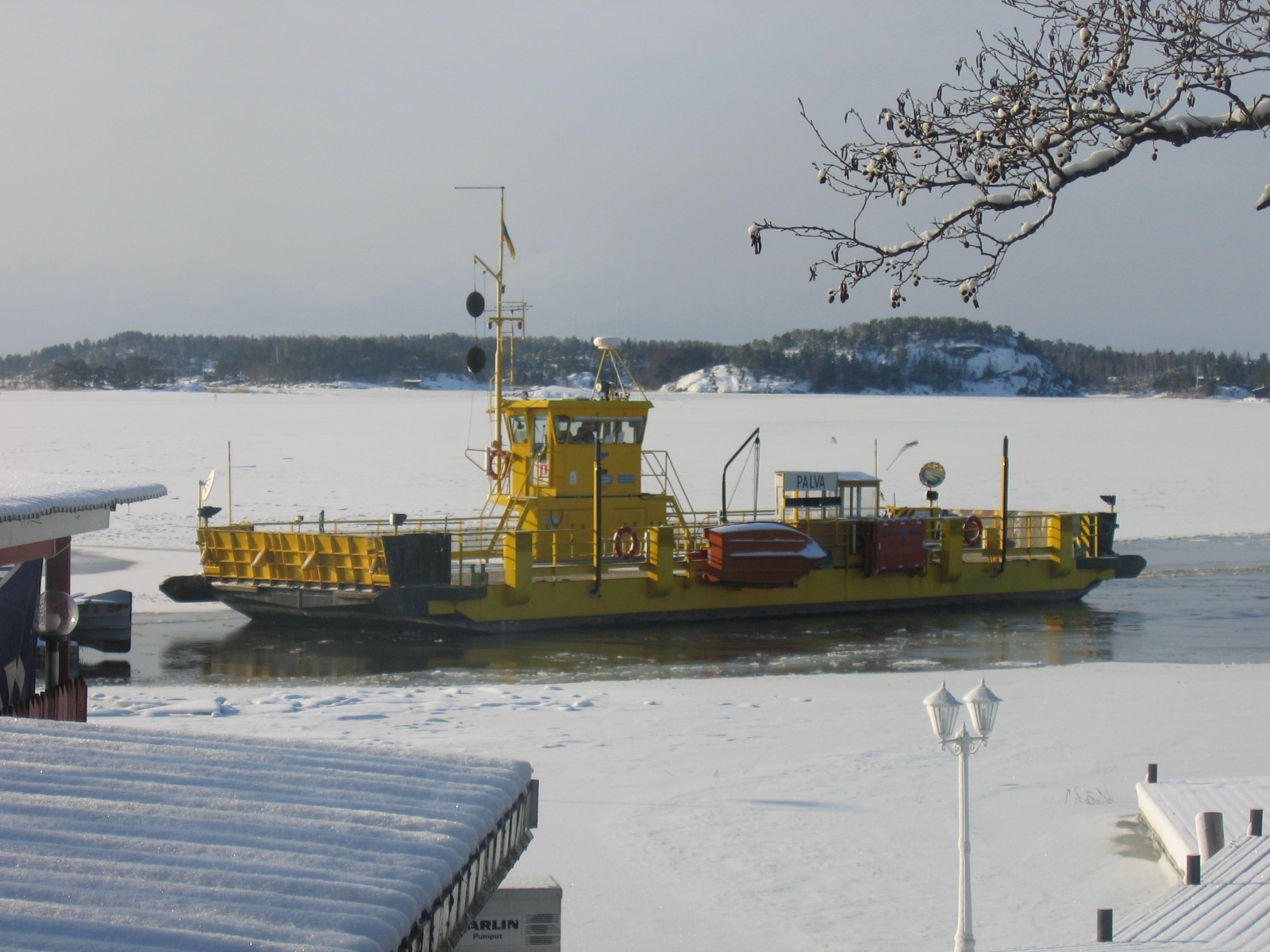
«Жовтий» пором взимку

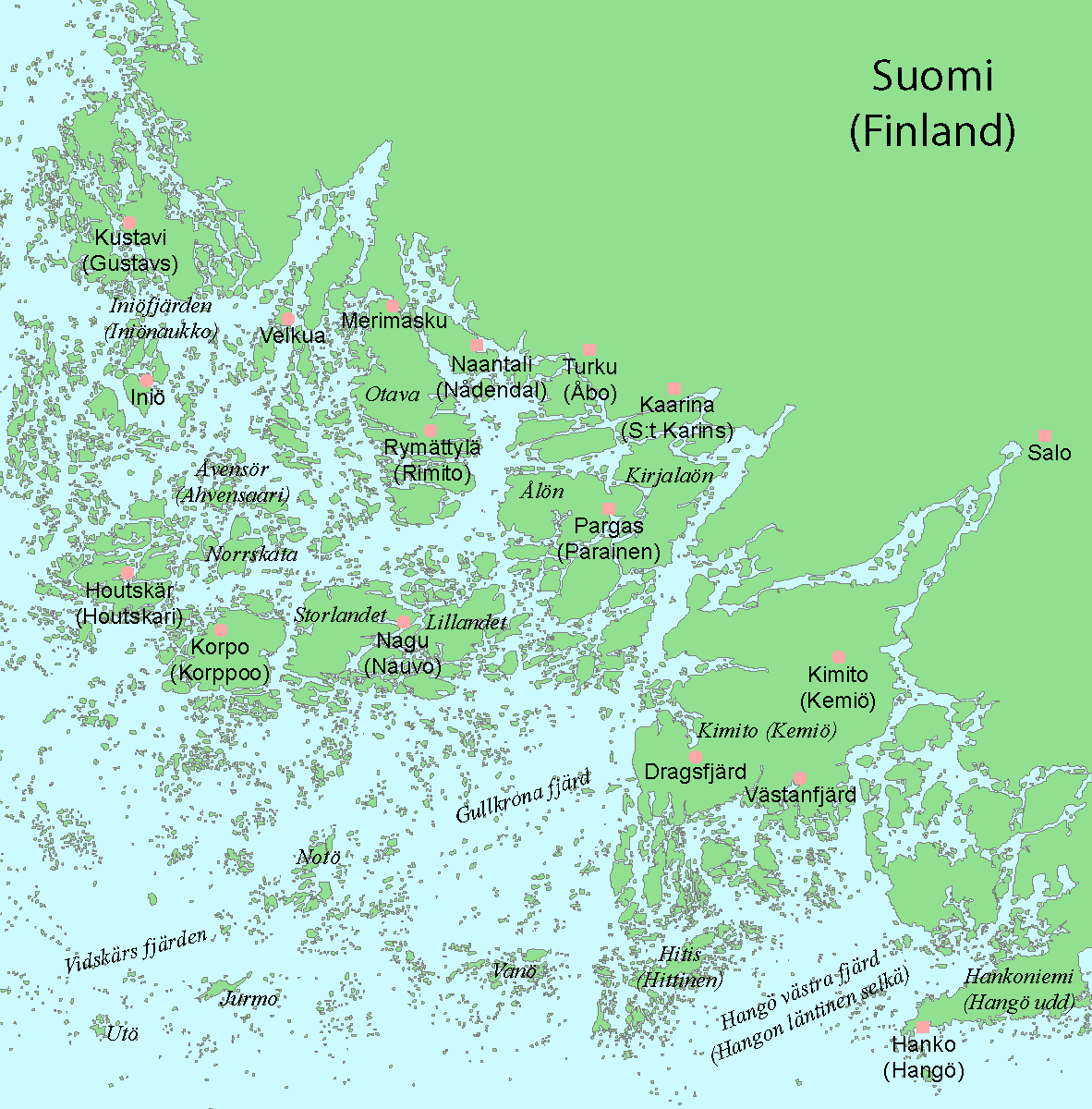
Східне узбережжя Архіпелагового моря

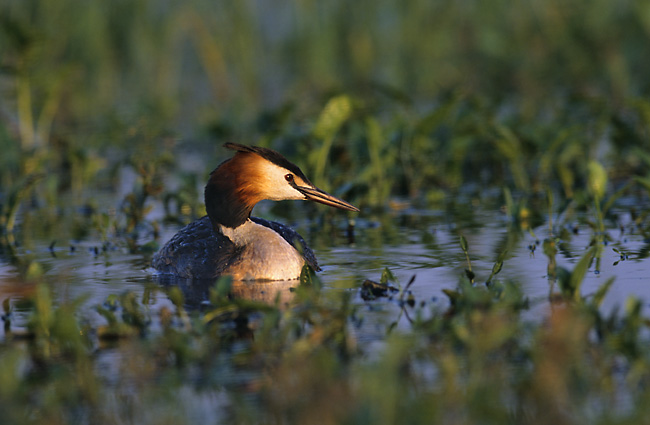
Пірникоза велика

60°15′22″ пн. ш. 20°55′55″ сх. д. / 60.256° пн. ш. 20.932° сх. д.
Архіпелагове море (швед. Skärgårdshavet, фін. Saaristomeri) — частина Балтійського моря між Ботнічною і Фінською затоками в межах фінських територіальних вод. Це найбільший архіпелаг за кількістю островів, хоча вони дуже дрібні та згруповані на маленькій площі. Акваторія архіпелагу мілководна, середня глибина близько 23 м. Більшість проток не придатні для великих кораблів.

## Геологія
У Архіпелагове море входить величезна кількість островів. Точна їхня кількість залежить від визначення терміна «Острів», тому що ділянки суходолу варіюються від маленьких скель до великих островів з кількома селами. В морі нараховується 257 островів з площею, що перевищує 1 км² і близько 18 000 островів з площею понад 0,5 га. Разом з меншими безлюдними скелями і шхерами в архіпелаг входять понад 50 000 островів. Територія архіпелагу наближено поділена на внутрішню та зовнішню групи островів. Архіпелаг займає трикутну ділянку з містами Марієгамн, Уусікаупункі і Ханко по кутах.
Острови почали підніматися з-під води відразу після останнього льодовикового періоду. Через післяльодовиковий підйом процес все ще триває, утворюються нові шхери і острови, старі збільшуються в розмірах або об'єднуються. Поточна швидкість підйому становить від 4 до 10 мм/рік. Позаяк острови головним чином складаються з граніту і гнейсів, то швидкість ерозії значно менше швидкості підйому.

## Демографія та управління
Острови поділені між провінцією Західна Фінляндія та автономною провінцією Аландів. Кордон між провінціями приблизно проходить уздовж нейтральних вод Кіхті. Разом з островами біля узбережжя Швеції район утворює Єврорегіон.
Кількість постійних мешканців островів становить приблизно 60 000 осіб, 27 000 з яких мешкає на Аландських островах. Більшість населення міст в районі шведськомовні. Головні порти в районі — Турку на материку і Марєгамн на Аландських островах.
Багато фінів мають літні резиденції на островах у цьому районі, відомому своєю мальовничою природою. Через це населення багатьох островів подвоюється під час літа. На відміну від постійного населення, мешканці літніх резиденцій головним чином фіномовні. Культаранта, офіційна літня резиденція президента Фінляндії знаходиться на острові Луоннонмаа в Наанталі.
Цікавим в демографії островів є кількість близнюків. Схильність до появи дизиготних близнюків частково успадковане, і необхідні гени превалюють на архіпелазі. У XVIII і XIX століттях відсоток народження близнюків був високим, як ніде в Європі і значно вище, ніж у континентальній Фінляндії. Причиною цього стало рибальство. Риба є відмінним джерелом білків і ненасичених жирів. Вона також була доступна в неврожайні роки. З іншого боку рибальство було досить небезпечним заняттям і служило причиною багатьох нещасних випадків, підвищуючи користь від багатоплодних пологів. Через малий розмір островів люди часто вступали в шлюб з родичами, дозволяючи необхідним генам збагатити генофонд.

## Економіка та комунікації
Для островів характерний високий рівень життя, аналогічний континентальній Фінляндії. Головними галузями є рибальство і переробка риби. Архіпелаг широко відомий балтійським оселедцем (Clupea) і пстругом райдужним (Oncorhynchus mykiss). Ведення сільського господарства ускладнено малими площами і кам'янистою природою островів. Тим не менш клімат сприятливіший за материкову Фінляндію та деякі острови, зокрема острів Ріматтіла, відомі в довколишніх материкових районах завдяки вирощування першого літнього врожаю картоплі. Значення туризму в економіці архіпелагу постійно зростає.
Групи островів на фінській стороні Кіхті з'єднані Кільцевою Архіпелаговою Дорогою — низкою мостів та переправ. Віддаленіші острови з'єднані поромними переправами, і, у разі Аландів, невеликим аеропортом. Поромні переправи поділяються на дві категорії. «Жовті» пороми (фін. lossi) безплатні й оперують на коротких дистанціях між великими сусідніми островами. «Білі» пороми (фін. yhteysalus) оперують на довших шляхах, що охоплюють кілька менших або віддаленіших островів і стягують невелику плату за проїзд. Великі крейсерські пороми з'єднують фінські міста Турку і Гельсінкі з Аландами і Швецією.
Протягом холодних зим між деякими островами створюють офіційні крижані дороги. Це значно спрощує пересування, бо робить можливим поїздки на автомобілі (або навіть на вантажному фургоні) між материком та островами. З іншого боку, навесні і восени починається період відлиги (фін. kelirikko), коли крига вельми тонка навіть для ходьби, але занадто товста для човнів. Це може ізолювати деякі острови без пристані для великих кораблів на дні та тижні.
Багато важливих морських шляхів проходить крізь Архіпелагове море. Через лабіринтність, змінні глибини і численні шхери навігація у районі є небезпечною. З цієї причини острова всіяні маяками різних розмірів і навігаційними знаками.

## Природа і її збереження
Острови надають унікальне і різноманітне середовище для живої природи. Великі острови мають схожість з прибережними регіонами материкової Фінляндії, тоді як шхери являють собою принципово інше середовище мешкання. Менші острови позбавлені дерев, але мають багату рослинність. Середовищу характерні сонячні умови, порівняно довгий вегетаційний період і добриво ґрунту гуано. З іншого боку, майже постійний вітер і тонкий або взагалі відсутній шар ґрунту обмежує ріст рослин. Дуже низька солоність Балтійського моря робить бризки морської води позитивним для рослин.
Умови можуть сильно змінюватися навіть у межах одного острова. Можуть бути присутні невеликі прісноводні болота, ставки, водоймища з слабомінералізованою водою, кущі, луки, шматки породи і вивітрені береги, внутрішньоостровні бухти всього кілька десятків метрів в діаметрі. Безліч рослин мають змінений фенотип в силу дії навколишнього середовища. На приклад, ялівець (Juniperus) на маленьких островах виростає у висоту не більше ніж на 0,5 м, але може покривати площу декілька м².
Острови є притулком для таких видів морських птахів, як лебідь-шипун (Cygnus olor), чистун арктичний (Cepphus grylle), пірникоза (Podiceps cristatus) і декількох різновидів мартинів (Laridae). Нещодавно великий баклан (Phalacrocorax carbo) розповсюдився по архіпелагу, та кількість осіб зростає. Це необов'язково позитивно сприймається любителями природи, бо великий баклан селиться щільнонаселеними колоніями, які можуть згодом отруїти навколишні рослини своїми екскрементами.
Найзначнішою загрозою середовищу є евтрофікація, викликана сільським господарством та рибальством. Ця проблема була частково взята під контроль у Фінляндії, однак ефект нівелюється загальним погіршенням стану Балтійського моря. Багато районів архіпелагу захищені від впливу людської діяльності їх повної недоступністю. Також багато ділянки архіпелагу є природоохоронними зонами або входять до Південно-західний Архіпелаговий Національний Парк, відвідування деяких островів якого дозволено тільки вченими.

## Історія
Острови почали підніматися з моря на етапі Іолдійового моря 10000 років тому. Найдавніший археологічний пам'ятник датується приблизно 4000 роком до н. е. і належить до культури ямково-гребенцевої кераміки.
Архіпелаг займає стратегічно важливу позицію, захищаючи підступи до Стокгольму, Турку і всієї Ботнічної затоки. У зв'язку з цим, вони були зміцнені Шведською імперією протягом середніх віків. Королівський поштовий шлях проходив через північні острови в XVI—XVII століттях. У 1809 Швеція була змушена поступитися островами на користь Росії, і вони стали частиною Великого князівства Фінляндського.
Під час Кримської війни спільні англо-французькі сили атакували і знищили Бомарсундську фортецю. Згідно з Аландською конвенцією 1856, аландська частина архіпелагу була проголошена демілітаризованою зоною, якою вона є і по цей день.
Фінляндія здобула незалежність від Росії в 1917. Незабаром після цього шведськомовне населення Аландських островів у західній частині архіпелагу звернулося до Швеції з проханням про анексію островів. Прохання отримало змішану підтримку, але призвело до Аландської кризи. Ліга Націй була закликана вирішити ситуацію, і в 1921 вона надала суверенітет всього архіпелагу Фінляндії, попри заперечення аландської більшості. Однак, Аландам була надана широка автономія та повернуто статус демілітаризованої зони.

## Виноски
1. ↑  Для порівняння, кількість островів Індонезійського архіпелагу варіюється від 13 000 до 18 000